# Марктлойтен
Марктлойтен (нім. Marktleuthen) — місто в Німеччині, розташоване в землі Баварія. Підпорядковується адміністративному округу Верхня Франконія. Входить до складу району Вунзідель.
Площа — 35,49 км2. Населення становить 2999 ос. (станом на 31 грудня 2020).